# Lago Cambser
El lago Cambser (en alemán: Cambsersee) es un lago situado en el distrito de Mecklemburgo Noroccidental, en el estado de Mecklemburgo-Pomerania Occidental (Alemania), a una altitud de 31 metros; tiene un área de 285 hectáreas.